# Raubasina
La raubasina (conosciuta anche come ajmalicina o δ-yohimbina) è un alcaloide contenuto in varie specie di Rauwolfia, ed in particolare in Rauwolfia serpentina, ma anche nella Mitragyna speciosa e nel Catharanthus roseus. È dotata di azione vasodilatatrice che si manifesta con aumento dell'irrorazione periferica e con lieve ipotensione. In Italia il farmaco è venduto dalla società Laboratorio Farmaceutico S.I.T. con il nome commerciale di Lamuran nella forma farmaceutica di confetti contenenti 20 mg di principio attivo, gocce al 2% e fiale da 10 mg.

## Farmacodinamica
L'azione vasodilatatrice della molecola sarebbe da attribuire ad almeno tre componenti: la prima ad un'azione rilassante diretta sulla muscolatura liscia dei vasi arteriosi; la seconda ad un'azione simpaticolitica, cioè ad un effetto bloccante sui recettori adrenergici (azione alfa-1-antagonista); infine ad un effetto centrale con inibizione dei centri vasomotori bulbari.

Per quanto riguarda l'azione alfa-1-antagonista è necessario tenere presente che il composto agisce come un antagonista dei recettori α1-adrenergici, manifestando però un'azione preferenziale sui recettori α2-adrenergici: questo può spiegare gli effetti di tipo ipotensivo piuttosto che ipertensivo.

Il farmaco possiede anche una certa azione di tipo antiaggregante piastrinico.

## Farmacocinetica
Dopo somministrazione per os la raubasina viene adeguatamente assorbita dal tratto gastrointestinale. La concentrazione plasmatica di picco (Cmax) viene raggiunta in 30-60 minuti. Le concentrazioni restano elevate per alcune ore (circa 8), quindi declinano gradualmente. La biodisponibilità si aggira intorno al 59%.
La somministrazione per via endovenosa permette il raggiungimento del picco plasmatico in soli 15 minuti. Il composto si distribuisce nei diversi fluidi corporei e tessuti biologici, in particolare nei reni, polmoni, cuore e cervello: tutti organi caratterizzati da un'importante vascolarizzazione.
Ragguardevoli anche le concentrazioni raggiunte nella milza. L'eliminazione dall'organismo avviene attraverso l'emuntorio renale e le feci.

## Tossicologia
Studi sperimentale condotti sul cane, una specie animale ritenuta molto più sensibile dell'uomo alle azioni ed alla tossicità della raubasina, hanno evidenziato che i dosaggi tollerati erano equivalenti a dosi pari a circa 30 volte quelle normalmente utilizzate a scopo terapeutico nell'uomo.

## Usi clinici
Il composto trova impiego nella terapia delle arteriopatie periferiche, 
dell'angina pectoris, 
dell'arteriosclerosi cerebrale. 
È efficace anche nelle affezioni del sistema venoso. Sembra svolgere un'azione favorevole sugli edemi da frattura.

In associazione con almitrina ha dimostrato efficacia nel trattamento del deterioramento cognitivo nei pazienti anziani ed in coloro con una storia personale di insulti ischemici cerebrali.

## Controindicazioni
Il farmaco è controindicato nei soggetti con ipersensibilità nota al principio attivo oppure ad uno qualsiasi degli eccipienti della formulazione farmaceutica.
Il suo impiego è sconsigliato negli stati morbosi in cui le condizioni circolatorie fanno ritenere inopportuno un aumento del lavoro cardiaco (ad esempio nelle gravi cardiopatie, insufficienza cardiaca scompensata, gravi forme di stenosi valvolare). Nei casi di scompenso cardiaco è opportuno prima attivare un trattamento digitalico, sfruttando l'effetto inotropo del glicoside, e solo successivamente far seguire la terapia con raubasina associando i due farmaci.

## Dosi terapeutiche
La molecola può essere somministrata per via orale o per via parenterale. La posologia è diversa a seconda che si tratti di affezioni del sistema venoso o del sistema arterioso umano. Nel primo caso si impiegherà un basso dosaggio, da 20 a 40 mg al giorno per via orale, nel secondo caso un dosaggio più elevato associando talora la somministrazione per via endovenosa a quella orale (30–60 mg al giorno per via orale e 10–20 mg al giorno per via parenterale).

## Gravidanza e allattamento
La raubasina è controindicata durante i primi tre mesi di gravidanza. Nei trimestri successivi ed in donne che allattano al seno il farmaco può essere somministrato solo dopo un'attenta valutazione dei benefici attesi per la donna, in rapporto ai rischi potenziali per il feto od il neonato.